# Maurice Leenhardt
Maurice Leenhardt (Montauban, 9 de março de 1878 - Paris, 26 de janeiro de 1954) foi um pastor e etnólogo francês especializado no povo Kanak da Nova Caledônia. 

## Vida
Maurice Leenhardt nasceu em Montauban. Filho de Franz Leenhardt, pastor protestante e geólogo que instituiu e ministrou um curso de ciências físicas e naturais na Faculdade de Teologia Protestante de Montauban. Leenhardt matriculou-se nesta mesma faculdade e ali defendeu em 1902 uma tese de bacharelado sobre "O movimento etíope na África Austral de 1896 a 1899". Segundo ele, era um movimento de reivindicação social resultante de direitos de reação dos africanos contra a discriminação racial.
No início do século XX, as autoridades protestantes se preocuparam com a evangelização dos kanaks, em concorrência com os irmãos maristas. Maurice Leenhardt foi nomeado pastor em 1902 na Nova Caledônia, onde fundou a missão "Dö nèvâ" no vale de Houailou. Indo além de seu papel de pastor, ele se dedicou a entender a mentalidade dessas pessoas, passando a estudar a arte, os mitos e os costumes do povo kanak, bem como sua língua. Viveu entre os Kanak por 25 anos.
Depois de passar quase um quarto de século na Nova Caledônia, ele teve experiência na África do Sul por alguns anos e depois voltou para a França onde fundou a Société des Océanistes e assumiu a cadeira de Lucien Lévy-Bruhl na École des Hautes Études en Sciences Sociales. Após uma segunda estada de quase dez anos na Nova Caledônia, ele começou a ensinar línguas oceânicas no Institut National des Langues et Civilizations Orientales em 1944.
Morreu em Paris.

## Realizações
Em setembro de 1920, na casa de seu sogro André-Michel, Leenhardt conheceu Lucien Lévy-Bruhl. Frequentando círculos de antropologia e etnologia, conheceu Marcel Mausse Paul Rivet. Em 1923-1924, por dezessete meses, liderou uma viagem de investigação de missões cristãs protestantes na África negra, envolvendo cinco países (Gabão, Camarões, Moçambique, Lesoto, Madagáscar e Zambeze). [carece de fontes?]
Retornou à Nova Caledônia, em 1925-1926, por vinte e três meses, sem estar vinculado a Do Neva, assumido pelo pastor Paul Pasteur, e se concentrou em etnologia, registros genealógicos, religião tradicional, depois voltou para a França metropolitana em 1927. Ele lecionou na seção da Escola Prática de Estudos Avançados (Ciências Religiosas), onde sucedeu a Marcel Mauss em 1940, e fundou a Sociedade dos Oceanistas (no Museu do Homem) em 1945, e presidiu de 1945 a 1952. Ele também conheceu Claude Lévi-Strauss lá. Um de seus primeiros alunos foi Michel Leiris.[carece de fontes?]
Retornou à Nova Caledônia, em 1938-1939, com sua esposa, como chefe de um projeto de pesquisa etnográfica e lingüística do Instituto de Etnologia (EPHE), como parte de uma missão do CNRS. Lá ele é confrontado com Pwagatch, um tradicional adivinho pagão (jau), representante de um ex-clã Diyô Janu (de Waèn), exilado para Vanuatu e depois repatriado para Bondé (lado Ohot), que se tornou de autoridade espiritual inegável, formulando uma resposta da tradição ao novo estado de coisas no meio Kanak e na colônia, e, portanto, considerado um agitador perigoso (neopaganismo, messianismo, sedição). O encontro leva a uma conversão de Pwagatch ao protestantismo, manifestada em cerimônias uma semana em Coulna (distrito habitual do município de Hienghène), no final de janeiro de 1939. A conversão não leva às consequências duradouras que Pwagatch pode esperar: prestígio, proteção, simpatia, saída de emergência. Pwagatch foi rapidamente exilado nas Novas Hébridas (Vanuatu).[carece de fontes?]

## Prêmios
- 1954: Oficial da Legião de Honra[7]
- Membro da Academia de ciências coloniais

## Escritos
- Le Mouvement éthiopien au sud de l'Afrique (1902)
- La Grande Terre (1909; edição expandida 1922)
- Traduction du Nouveau Testament en langue houaïlou (1922)
- Notes d'ethnologie néo-calédonienne (1930)
- Documents néo-calédoniens. (1932)
- Vocabulaire et grammaire de la langue houaïlou (1935)
- Gens de la Grande Terre (1937)
- Alfred Boegner (1938)
- Langues et dialectes de l'Austro-Mélanésie (1946)
- L'art océanien. (1947)
- Do Kamo. La personne et le mythe dans le monde mélanésien (1947)
- Notes de sociologie religieuse sur la région de Canala (Nouvelle-Calédonie) (1958)